# Shéa (jméno)
Shéa je mužské i ženské křestní jméno keltského původu. Pochází ze gaelského jména Séaghdha [Šej] a možný význam je „slovutný“, „vznešený“.

## Mužští nositelé
- Shay Carl – americký youtuber
- Shea Fahy – irský bývalý hráč gaelského fotbalu
- Shea Hillenbrand – americký baseballista
- Shea Showers – hráč amerického fotbalu
- Shea Theodore – kanadský hokejista
- Shea Weber – kanadský lední hokejista
- Shea Whigham – americký herec

## Ženské nositelky
- Shea Adam – americká reportérka
- Shay Astar – americká herečka
- Shay Mitchell – kanadská herečka
- Shea Ralph – americká basketbalistka a trenérka
- Shea Youngblood – americký romanopisec, dramatička a autorka krátkých příběhů